# Viggo Beutner Drewsen
Viggo Beutner Drewsen (* 13. April 1858 in Dänemark; † 18. Mai 1930 in New York City) war ein dänischer Chemiker.
Drewsen war der Sohn eines Papierfabrikanten und studierte nach dem Abitur 1876 zunächst an der Universität Oslo, bevor er zum weiteren Studium zu Carl Remigius Fresenius in Wiesbaden ging und dort dessen Assistent wurde. Ab 1879 studierte er an der Universität München bei Adolf von Baeyer, bei dem er 1882 promoviert wurde. In seiner Dissertation behandelte er die von ihm entwickelte Synthese der 2-Nitrozimtsäure, die für die Indigo-Synthese nach Baeyer benötigt wurde (über ein Indol-Derivat). Eine nach beiden benannte Methode der Indigosynthese über Nitrobenzaldehyde und Aceton wurde auch vorübergehend industriell angewandt und machte seinen Namen bekannt. Er war danach Privatassistent von Adolf von Baeyer, Lehrer am Polytechnikum in Trondheim und 1887 bis 1893 Chemiker und Forschungsleiter in der Papier- und Zellulosefabrik von Bøhnsdalen. 1893 wanderte er in die USA aus, war ein Jahr bei der Glens Falls Zellulosefabrik in Fort Edward (New York), gründete 1895 eine eigene Firma und leitete ab 1910 die Forschung der West Virginia Pulp and Paper Company in New York.  
Er war zu seiner Zeit ein führender Wissenschaftler in der Cellulose-Produktion und hielt insgesamt 43 Patente.